# Tropidoturris anaglypta
Tropidoturris anaglypta é uma espécie de gastrópode do gênero Tropidoturris, pertencente a família Borsoniidae.